# Novalesa
Novalesa (piemontiul Novalèisa , franko-provenszál dialektusban Nonalésa, franciául: Novalaise) egy 554 lakosú település Torino megyében.
A Cenischia-völgyben fekszik, a Susa-völgy szomszédságában, és a Susa- és Sangone-völgyi Hegyi Közösség tagja.

## Látványosságok
A legfontosabb látnivaló Novalesaban az apátság, a Santo Stefano templom, valamint a Rio Claretto folyó és a Marderello patak vízesései.

## A Novalesai Apátság
Az apátságot a 8. században alapították. Épületei között kiemelkedő a 18. századi templom, amelyet egy korábbi, a római korból származó templom alapjaira emeltek. A templom freskói  közül a legfontosabb a Santo Stefano (Szent István) megkövezését ábrázoló alkotás. Az apátságot ma bencések kezelik. Az apátság gazdag könyvtárát megemlíti Umberto Eco „A rózsa neve” című regényében.

## Testvérvárosok
- Le Monêtier-les-Bains, Franciaország